# الدوري الكرواتي الدرجة الثانية 1999–2000
الدوري الكرواتي الدرجة الثانية 1999–2000 (بالكرواتية: 2. HNL 1999./00.)‏ هو الموسم 9 من الدوري الكرواتي الدرجة الثانية ‏. أشرف على تنظيمه اتحاد كرواتيا لكرة القدم، وكان عدد الأندية المشاركة فيه 17، وفاز فيه NK Marsonia ‏.